# 必要費
必要費（ひつようひ）とは、民法上の費用の概念の一つで、目的物の保存、管理、維持に必要とされる費用をいう。

## 必要費の具体例
- 通常の必要費
目的物の通常使用によって生じる修繕費
飼い犬などのえさ代
公租公課
- 特別の必要費
災害等によって生じた修繕費

## 必要費の扱い
- 占有者による必要費の償還請求
占有者が占有物を返還する場合には、その物の保存のために支出した金額その他の必要費を回復者から償還させることができる。ただし、占有者が果実を取得したときは、通常の必要費は、占有者の負担に帰する（民法196条1項）。
- 留置権者による必要費の償還請求
留置権者は、留置物について必要費を支出したときは、所有者にその償還をさせることができる（民法299条1項）。質権において準用（350条）。
- 賃借人による必要費の償還請求
賃借人は、賃借物について賃貸人の負担に属する必要費を支出したときは、賃貸人に対し、直ちにその償還を請求することができる（民法608条1項）。